# Lietuvių enciklopedija
Lietuvių enciklopedija (auch: LE, oder Bostono enciklopedija) ist eine litauische 37-bändige Generalenzyklopädie über Litauen und Themen mit Bezug zu Litauen.

## Geschichte
Vorgänger der Bostono enciklopedija war die „Lietuviškoji enciklopedija“, deren erster Band 1931 bis 1933 vom Verlag Spaudos fondas herausgegeben wurde. Redakteur war Vaclovas Biržiška. Bis 1944 waren 10 Bände bis zum Buchstaben J erschienen. 
Von 1953 bis 1966 setzten litauische Emigranten die Arbeit in Boston (Massachusetts) fort. Den 35 Bänden bis 1966 folgten 1969 und 1987 zwei zusätzliche Bände mit Ergänzungen und Nachträgen. Direktor und Inhaber des Verlags „Lietuvių enciklopedija“ war Juozas Kapočius, der über 80 Redakteure, Mitarbeiter und Helfer zum Redaktionsteam verband.
Nach Abschluss der litauischen Enzyklopädie begann man die Arbeit an der englischsprachigen Encyclopedia Lituanica.

## Mitarbeiter
- Domas Krivickas (1905–1999),  Jurist und Professor